# Bror Brenner

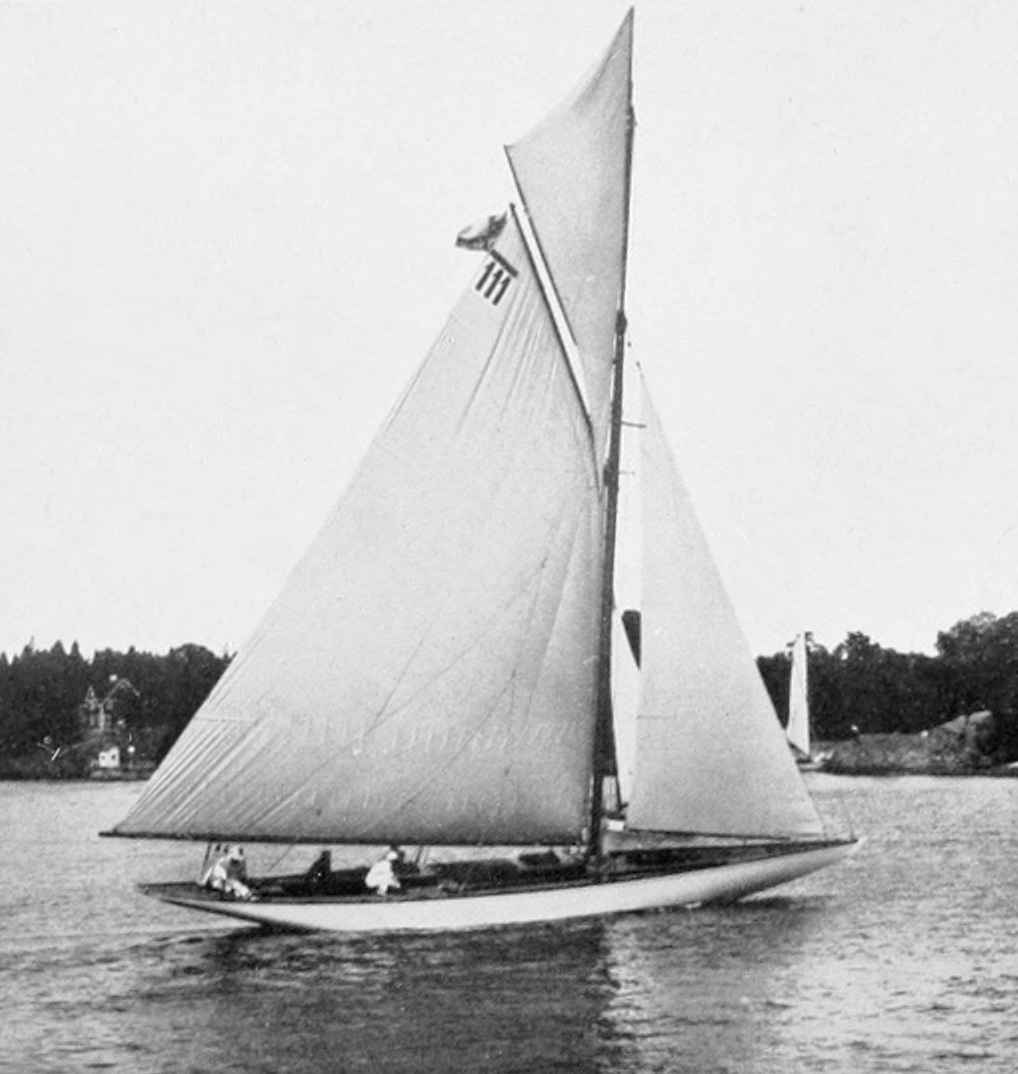
Imatge del vaixell Nina amb el qual guanyà la medalla d'argent als Jocs Olímpics d'estiu de 1912.

Bror Benedictus Bernhard Brenner (Viipuri, Carèlia, 17 de juliol de 1855 - Viipuri, 17 d'abril de 1923) va ser un regatista finlandès que va competir a començaments del segle xx.
El 1912 va prendre part en els Jocs Olímpics d'Estocolm, on va guanyar la medalla de plata en la categoria de 10 metres del programa de vela. Brenner navegà a bord del Nina junt a Waldemar Björkstén, Jacob Björnström, Allan Franck, Erik Lindh, Adolf Pekkalainen i Harry Wahl.